# Jumanji : Bienvenue dans la jungle
Pour les articles homonymes, voir Jumanji et Welcome to the Jungle.
Ne doit pas être confondu avec Bienvenue dans la jungle.
Série Jumanji
Jumanji
(1995) Jumanji: Next Level
(2019)
Pour plus de détails, voir Fiche technique et Distribution.
Jumanji : Bienvenue dans la jungle (Jumanji: Welcome to the Jungle) est un film américain réalisé par Jake Kasdan et sorti en 2017.
Il s'agit d'une suite de Jumanji (1995) de Joe Johnston, lui-même adapté du roman du même nom pour enfants de Chris Van Allsburg. Il met en vedette Dwayne Johnson, Jack Black, Kevin Hart, Karen Gillan, Nick Jonas et Bobby Cannavale. L'histoire se concentre sur un groupe d'adolescents qui découvrent Jumanji, transformé en jeu vidéo vingt-et-un ans après les événements du film de 1995. Ils se retrouvent piégés dans le jeu en tant qu'un ensemble d'avatars adultes, cherchant à accomplir une quête aux côtés d'un autre joueur piégé depuis 1996.
Le tournage a commencé à Honolulu en septembre 2016 et s'est terminé à Atlanta en décembre, le film contenant des références notables au premier film en hommage à son acteur principal Robin Williams. Jumanji : Bienvenue dans la jungle a été présenté par Sony Pictures au Grand Rex à Paris le 5 décembre 2017 et est sorti le 20 décembre aux États-Unis. Le film a reçu des critiques positives, avec des éloges pour son humour et ses performances. Il a rapporté 995,3 millions de dollars dans le monde, devenant le cinquième film le plus rentable de 2017. Une suite, Jumanji: Next Level, est sortie en décembre 2019.

## Synopsis
En 1996, sur la plage de Brantford dans le New Hampshire, un bruit sourd de tambours fait s'arrêter un homme qui courait. Il découvre, à moitié enfouie sous le sable, une boîte de jeu Jumanji. Il la ramène chez lui et l'offre à son fils, Alex Vreeke (Mason Guccione (de)). L'adolescent ouvre la boite et voyant que c'est un jeu de société, la délaisse et joue avec sa console de jeux vidéo. La nuit, pendant qu'Alex dort, une lumière verte luit dans sa chambre. Il est réveillé par le bruit sourd de tambours provenant de la boite. Il l'ouvre et constate qu'une cartouche de jeu Jumanji adaptée à sa console a pris la place du plateau de jeu. Il insère la cartouche dans sa console, une lumière verdâtre inonde la pièce.
En 2016, toujours à Brantford, alors qu'il joue avec sa console de jeux dans sa chambre, Spencer Gilpin (Alex Wolff), reçoit sur son téléphone portable des messages de son camarade Anthony « Fridge » Johnson (Ser'Darius Blain), lui réclamant de lui apporter devant la « maison hantée » le devoir d'histoire à la maison, qu'il lui a demandé d'écrire pour lui. Spencer écrit la conclusion du devoir, l'imprime et se prépare. Fridge se prépare pour sortir et ment à sa mère (Tracey Bonner (sv)), prétendant que Spencer lui donne des cours particuliers. Dans sa maison, Bethany Walker (Madison Iseman) lycéenne superficielle, narcissique, aguicheuse et dépendante au smartphone se met en scène pour se prendre en photo et la publie sur internet. Spencer et Fridge se retrouve au rendez-vous devant la maison hantée : la maison délabrée des Vreeke qui semble abandonnée. Spencer est un gringalet timide, soumis, peureux et studieux ; à l'opposé, Fridge est athlétique, il est membre de l'équipe de football américain et attire les filles. Spencer lui remet le devoir. Il veut croire qu'en faisant ses devoirs, Fridge et lui seront amis. Ayant obtenu ce qu'il voulait, Fridge part promptement. Spencer semble prendre conscience que Fridge ne fait que se servir de lui. Monsieur Vreeke (Tim Matheson), qui est sorti discrètement de sa maison, interpelle Spencer. Bethany et sa mère arrivent en voiture, s'arrêtent contre le trottoir d'en face et les observent. Monsieur Vreeke dit à Spencer effrayé, de s'éloigner et de faire attention à lui.
Au lycée, la professeure d'anglais (Maribeth Monroe) met en retenue Bethany qui, en classe, a terminé son devoir surveillé et parle au téléphone avec son amie Lucinda de la photo qu'elle a publiée. En cours d'EPS, Martha Kaply (Morgan Turner (en)) déclare à sa professeure (Missi Pyle) qu'elle perd son temps en EPS et dénigre sa profession. Spencer qui observe la scène, admire l'audace de Martha. La professeure la met en retenue. Un surveillant vient chercher Spencer, il est convoqué dans le bureau de M. Bentley (Marc Evan Jackson), le proviseur. Fridge et Mlle Mathers, la professeure d'histoire sont déjà présents. Elle démontre que Spencer a rédigé les devoirs de Fridge. Spencer tente maladroitement de défendre Fridge et ils sont mis en retenue. Pendant que les quatre punis attendent, Fridge reproche à Spencer de l'avoir fait renvoyé de l'équipe de football américain. Le proviseur arrive, leur fait un sermon et les emmène au sous-sol, dans une pièce servant de débarras. Il explique que cette pièce va être vidée pour être aménagée en salle informatique, que leur retenue consiste à retirer les agrafes d'un monceau de magazines pour qu'il soient recyclés et que s'ils n'ont pas terminé aujourd'hui ils reviendront finir demain : samedi.
Martha et Spencer accomplissent leur punition, contrairement à Fridge et Bethany. Lui, fouille la pièce et trouve une boule de bowling. Elle, assise à l'écart, se plaint de ne pas capter de réseau avec son téléphone. Spencer complimente Martha pour ce qu'elle a dit à la professeure d'EPS, elle en est flattée. Fridge trouve une console de jeux vidéo dans laquelle est insérée une cartouche de jeu. Spencer la raccorde à une ancienne télévision et le jeu Jumanji démarre. Il faut choisir un personnage, cinq sont proposés : Jefferson « Hydravion » McDonough, pilote et fripouille ; Franklin « Mouse » Finbar, zoologiste ; le Dr Bravestone « le tombeur », archéologue et explorateur ; le Pr Shelly Oberon, cartographe et Ruby Ultrakick « tueuse d'hommes ». Fridge ne parvient pas à sélectionner McDonough. Spencer lui dit d'essayer de choisir un autre personnage. Fridge choisit donc « Mouse ». Spencer choisit Bravestone. Fridge invite Bethany à jouer avec eux. Elle choisit Shelly Oberon. Il invite Martha, qui décline l'offre. Spencer insiste, elle cède et prend Ruby Ultrakick. Le jeu démarre, la console émet des tambourinements et une lueur verte, des étincelles en jaillissent. Spencer dit qu'il y a un court-circuit et débranche la prise de courant. La console continue de fonctionner et Spencer se décompose en faisceaux de lumière verdâtre qui l'aspirent dans la console, puis Martha, puis Bethany et finalement Fridge. La console s'éteint.
Ils atterrissent dans une jungle et sont stupéfaits par leur apparence et celles des autres. Spencer finit par comprendre qu'ils sont dans le jeu, incarnés dans les personnages qu'ils ont choisis. Il est incarné dans le grand et musclé Dr Bravestone « le tombeur » (Dwayne Johnson), identifie Fridge qui est le trapu « Mouse » Finbar (Kevin Hart) portant chapeau et sac à dos ; puis Martha en svelte et court-vêtue Ruby Ultrakick (Karen Gillan) ; et Bethany en trapu obèse barbu à lunette Pr « Shelly » Oberon (Jack Black), et explique que « Shelly » est le diminutif de Sheldon. Martha admet que Spencer a raison. Oberon angoissé, se précipite jusqu'à la rivière et crie, terrifié quand Bethany voit le reflet de sa nouvelle apparence. Ruby remarque qu'elle a trois rectangles noirs alignés sur l'avant-bras gauche. Finbar et Bravestone constatent qu'ils ont les mêmes. Un hippopotame surgit de la rivière et dévore Oberon qui criait, les trois autres sont terrifiés. Un ding dong électronique retentit, Oberon tombe du ciel et s'écrase au sol. Ruby remarque qu'il y a des mouvements autour d'eux, un troupeau d'hippopotame les pourchasse à travers la jungle. Ils atteignent une piste sur laquelle surgit une voiture tout-terrain qui s'arrête à leur niveau. Le conducteur interpelle Bravestone et lui souhaite la bienvenue dans Jumanji. Les portières du véhicule s'ouvrent automatiquement et il les invite à monter. C'est Nigel Billingsly (Rhys Darby) leur guide PNJ qui leur raconte l'histoire du jeu : leur objectif est de mettre fin à une malédiction sur Jumanji, provoquée par l'archéologue corrompu, le Pr Russel Van Pelt (Bobby Cannavale) qui, après avoir volé un joyau magique appelé « l'œil du Jaguar » dans son sanctuaire, a pris le contrôle des animaux prédateurs de la jungle. Nigel est parvenu à récupérer le bijou et le confie à Spencer en expliquant que si le groupe parvient à le ramener dans son sanctuaire, Jumanji sera libéré de la malédiction et ils pourront quitter le jeu. Avant de partir, Nigel remet une carte déchirée apparemment vierge mais que seule Bethany peut lire grâce à la cartographie. Elle voit qu'il faut aller au marché pour récupérer la « partie manquante ». Spencer découvre qu'appuyer sur le pectoral gauche d'un personnage fait apparaître, au dessus de lui, un menu listant ses points forts et ses points faibles. En plus de ce qu'ils savaient déjà, ils apprennent ainsi que Bravestone manie le boomerang, a un regard de tombeur et n'a pas de point faible.
Après avoir affronté les hommes de Van Pelt et quelques-unes de leurs faiblesses, le quatuor voit que les rectangles noirs sur leurs avant-bras disparaissent les uns à la suite des autres. Spencer comprend alors qu'il s'agit de leurs points de vie et que s'ils perdent les trois, ils risquent de mourir définitivement. Au marché, le groupe remporte difficilement une épreuve contre un serpent, qui leur permet d'obtenir une mini statuette d'un éléphant avec un mot disant : « Quand vous me verrez, commencer à grimper ». Le groupe est secouru par le pilote Jefferson « Hydravion » McDonough - le cinquième personnage et conséquemment, avatar d'Alex - qui, à la suite d'une nouvelle poursuite avec les hommes de Van Pelt, les emmène dans la cabane dans les arbres où Alan Parrish a séjourné pendant les 26 années où il était prisonnier dans Jumanji. En comprenant qui il est, le groupe est collectivement choqué d'apprendre qu'il est piégé dans le jeu depuis 20 ans, bien qu'Alex pensait qu'il n'y était que depuis quelques mois en raison de la chronologie flottante du jeu. Ils décident de s'engager à aider Alex à rentrer chez lui avec eux.
Après avoir réussi un niveau, Alex perd sa dernière vie à cause d'un moustique (qui est l'un des points faible de son personnage) mais Bethany le sauve en renonçant à une de ses vies et son geste la rapproche beaucoup d'Alex. Faisant face à d'autres problèmes en se dirigeant vers le sanctuaire, le groupe se coordonne pour les surmonter. Ils finissent par atteindre le sanctuaire, mais Van Pelt les coince. En travaillant ensemble, Fridge, Bethany et Alex le distraient tandis que Spencer et Martha le déjouent avec les mécanismes du jeu, ramenant le joyau à la statue. En appelant Jumanji, le groupe met fin à la malédiction, qui à son tour détruit Van Pelt. Nigel réapparaît et leur signifie qu'ils ont gagné la partie. En donnant une poignée de main à chacun des membres groupe, il les renvoie dans le monde réel.
De retour au sous-sol de l'école, le quatuor découvre qu'Alex n'est pas avec eux. En marchant dans la rue, les quatre lycéens devenus amis approchent de la maison des Vreeke, qui est en parfait état et décorée pour les fêtes de Noël. Une voiture se gare devant. Une femme, des enfants, puis un homme en descendent. Monsieur Vreeke les accueille au portail. Ils comprennent que cet homme est Alex. Celui-ci les aperçoit et vient jusqu'à eux. Il les identifie un par un et explique qu'il est revenu en 1996, ce qui lui a permis de mener une vie normale. Il a un fils : Andy et une fille ainée : Bethany, en hommage à celle qui lui a sauvé la vie.
Bethany devient une meilleure personne, Spencer et Fridge se réconcilient. Spencer et Martha s'embrasent. Ils entendent le tambourinement caractéristique de Jumanji. Ils laissent tomber la boule de bowling sur la console de jeu, ce qui la brise en morceaux et s'éloignent du local à poubelles du lycée.

## Fiche technique
Sauf indication contraire, les informations mentionnées dans cette section peuvent être confirmées par la base de données cinématographiques IMDb,  présente dans la section « Liens externes ».
- Titre original : Jumanji: Welcome to the Jungle[1]
- Titre français et québécois : Jumanji : Bienvenue dans la jungle
- Réalisation : Jake Kasdan
- Scénario : Chris McKenna, Scott Rosenberg, Jeff Pinkner et Erik Sommers, d'après Jumanji de Chris Van Allsburg, sur une idée de Chris McKenna, basé sur le film Jumanji de Jim Strain
- Musique : Henry Jackman
- Direction artistique : Steve Cooper et Hugo Santiago
- Décors : Owen Paterson, Ronald R. Reiss et Ken Chocolate
- Costumes : Laura Jean Shannon
- Photographie : Gyula Pados
- Son : Jason Chiodo, Kevin O'Connell, Julian Slater
- Montage : Mark Helfrich et Steve Edwards
- Production : Matthew Tolmach et William Teitler
  - Coproduction : Hiram Garcia et Melvin Mar
  - Production déléguée : Ted Field, Jake Kasdan, Dwayne Johnson, Dany Garcia, David B. Householte, Mike Weber et Chris Van Allsburg[2]
- Sociétés de production[3] : Matt Tolmach Productions, Radar Pictures, Seven Bucks Productions et Sony Pictures Entertainment, avec la participation de Columbia Pictures
- Sociétés de distribution[3] : Columbia Pictures (États-Unis), Sony Pictures Releasing France (France)
- Budget : 90 millions de dollars[4]
- Pays de production :  États-Unis
- Langue originale : anglais
- Format[5] : couleur - 35 mm - 2,39:1 (Cinémascope) - son Auro 11.1 (Auro-3D) | Dolby Atmos | DTS (DTS: X) | SDDS
- Genre : fantastique, action, aventure, comédie
- Durée : 119 minutes
- Dates de sortie[6] :
  - France, Canada, États-Unis : 20 décembre 2017
- Classification[7] :
  - États-Unis : PG-13 - Parents Strongly Cautioned  (Certaines scènes peuvent heurter les enfants de moins de 13 ans - Accord parental recommandé, film déconseillé aux moins de 13 ans).
  - Canada : PG - Parental Guidance (Certaines scènes peuvent heurter les enfants - Accord parental souhaitable).
  - Québec : G - General Rating (Tous publics).
  - Royaume-Uni : 12A - Suitable for 12 years and over (Les enfants de moins de 12 ans doivent être accompagnés d'un adulte)[8].
  - France : Tous publics[9].

## Distribution
- Dwayne Johnson (VF : David Krüger ; VQ : Benoît Rousseau) : Dr Xander « le tombeur »[N 5] Bravestone, archéologue, explorateur, avatar de Spencer
  - Alex Wolff (VF : Julien Crampon ; VQ : Renaud Paradis) : Spencer Gilpin, lycéen efflanqué, timide, soumis, peureux, studieux, joueur de jeux vidéo
- Jack Black (VF : Philippe Bozo ; VQ : François L'Écuyer) : Pr Sheldon « Shelly » Oberon, archéologue, cartographe, paléontologue, avatar de Bethany
  - Madison Iseman (VF : Clara Quilichini ; VQ : Ludivine Reding) : Bethany Walker, lycéenne superficielle, narcissique, aguicheuse, dépendante au smartphone, perspicace
- Kevin Hart (VF : Jean-Baptiste Anoumon ; VQ : Martin Watier) : Franklin « Mouse » Finbar, zoologiste, avatar de Fridge
  - Ser'Darius Blain (VF : Namakan Koné ; VQ : Adrien Bletton) : Anthony « Fridge » Johnson, lycéen athlétique, tombeur, membre de l'équipe de football américain
- Karen Gillan (VF : Laëtitia Lefebvre ; VQ : Kim Jalabert) : Ruby « tueuse d'hommes » Ultrakick (Ruby Roundhouse, dans la VQ), avatar de Martha
  - Morgan Turner (en) (VF : Camille Timmerman ; VQ : Claudia-Laurie Corbeil) : Martha Kaply, lycéenne timide, introvertie, studieuse
- Nick Jonas (VF : Gauthier Battoue ; VQ : Maxime Desjardins) : Jefferson « Hydravion » McDonough, pilote, avatar d'Alex
  - Mason Guccione (de) (VF : Hugo Brunswick ; VQ : Alexandre Bacon) : Alex Vreeke en 1996, lycéen metalleux, batteur, joueur de jeux vidéo
  - Colin Hanks (VF : Gauthier Battoue ; VQ : François-Simon Poirier) : Alex Vreeke en 2016
- Bobby Cannavale (VF : Jérémie Covillault ; VQ : Thiéry Dubé) : Pr Russel Van Pelt, ex-associé de Bravestone, antagoniste du groupe
- Rhys Darby (VF : Vincent Ropion ; VQ : François Sasseville) : Nigel Billingsly, guide du groupe, ex-employé de Van Pelt
- Missi Pyle (VF : Virginie Caliari) : Mme Webb, professeure d'éducation physique qui punit Martha
- Marc Evan Jackson (VF : Laurent Morteau ; VQ : Marc-André Bélanger) : le proviseur Bentley
- Marin Hinkle : mère de Spencer
- Maribeth Monroe : professeure d'anglais qui punit Bethany
- Rohan Chand : garçon au marché guidant le groupe jusqu'au panier à serpent
- Sean Buxton : père d'Alex en 1996
  - Tim Matheson (VF : Frédéric Cerdal ; VQ : Paul Sarrasin) : père d'Alex en 2016 (non crédité)
- Tracey Bonner (sv) (VF : Laura Zichy) : mère de Fridge
- William Tokarsky (en) : boulanger du marché
- Carlease Burke : Mlle Mathers, professeure d'histoire qui punit Fridge et Spencer
- Kat Altman : Lucinda, amie de Bethany
- Michael Shacket (VF : Baptiste Mège) : Fussfeld, ami de Spencer, en binôme avec lui en EPS
- Natasha Charles Packer : mère de Bethany
Version française
  - Société de doublage : Dubbing Brothers
  - Direction artistique : Barbara Tissier
  - Adaptation : Philippe Millet

 Source et légende : version française (VF) sur RS Doublage et selon le carton du doublage français cinématographique. ; version québécoise (VQ) sur Doublage.qc.ca.

## Production

### Genèse et développement
En juillet 2012, des rumeurs font état d'un projet de remake de Jumanji. En interview dans The Hollywood Reporter, Doug Belgrad (président de Columbia Pictures) déclare « Nous sommes en train de réimaginer Jumanji et de le remettre au goût du jour ». En août 2012, Matthew Tolmach est confirmé à la production avec William Teitler, qui avait produit le premier film.
En août 2015, le remake est confirmé lorsque Sony Pictures Entertainment annonce une sortie pour le 25 décembre 2016. Cette annonce provoque quelques critiques sur Internet car elle intervient selon certains internautes trop tôt après la mort de Robin Williams, acteur principal du premier film,.
En octobre 2015, Scott Rosenberg est chargé de réécrire le script du film, qui est l'une des priorités du studio. En janvier 2016, le site Deadline révèle que Jake Kasdan réalisera le film, d'après un script de Scott Rosenberg et Jeff Pinkner basé sur un premier jet de Chris McKenna et Erik Sommers
En août 2016, Dwayne Johnson explique que le film sera dans la « continuité du film de 1995, pas un reboot ».

### Attribution des rôles
En avril 2016, Variety révèle que Dwayne Johnson et Kevin Hart seront les têtes d'affiche du film, peu de temps après leur collaboration dans Agents presque secrets (2016).
En juillet 2016, Nick Jonas rejoint Dwayne Johnson, Kevin Hart et Jack Black. En août, Karen Gillan rejoint la distribution.

### Tournage

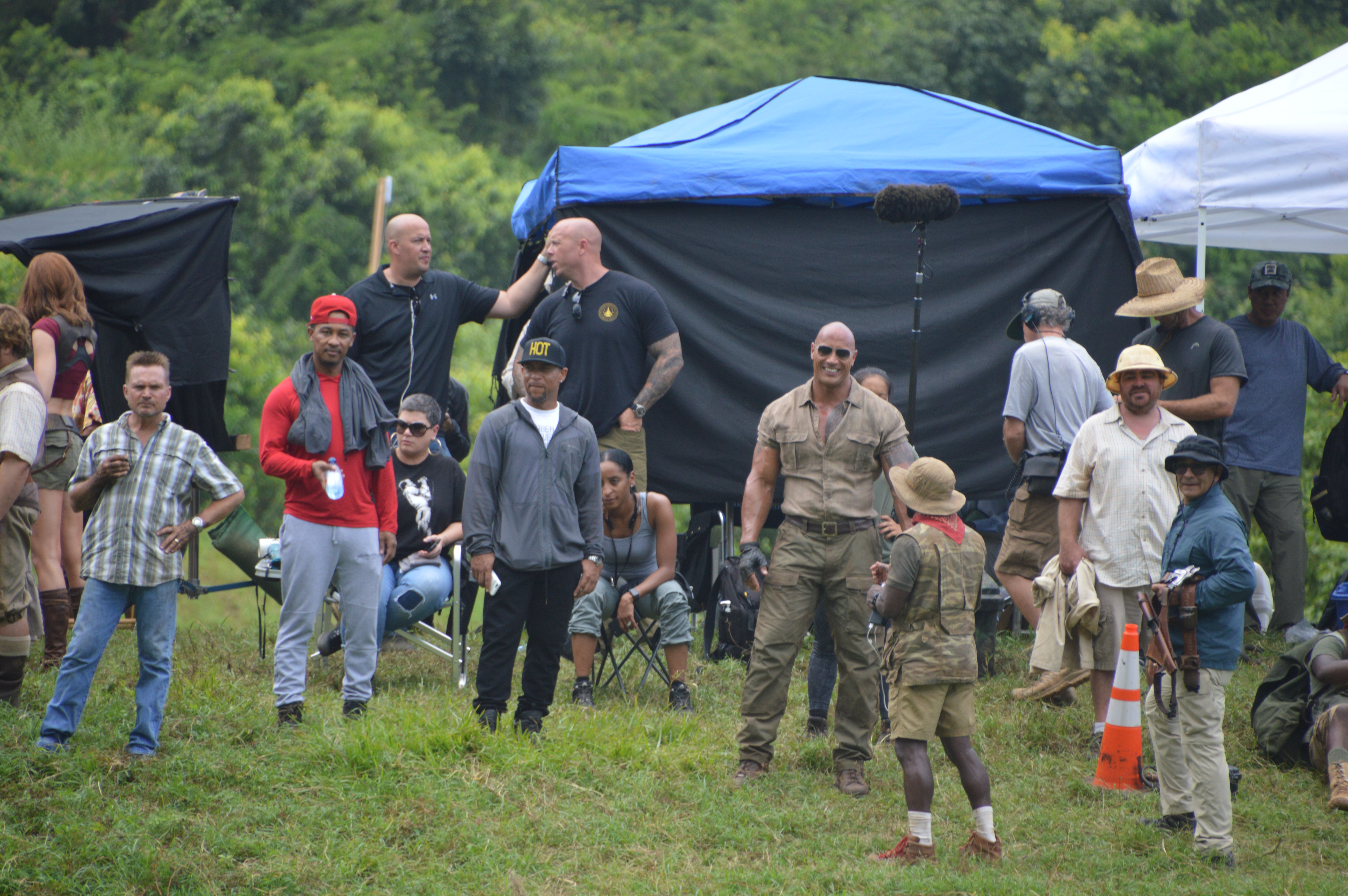
Tournage du film à Hawaï.

Le tournage a débuté mi-septembre 2016 à Honolulu à Hawaï,.

## Musique
Outre les titres présents sur l'album d'Henry Jackman, on entend aussi durant le film les morceaux suivants :
- Rollercoaster par Bleachers
- Break Out par Jordyn Kane
- Jingle Bells de James Lord Pierpont.
- Baby, I Love Your Way par Big Mountain de 1994.
- Welcome to the Jungle par Guns N' Roses de 1987 (générique de fin).

## Accueil

### Critique
Aux États-Unis, le long-métrage a reçu un accueil critique favorable. Sur Metacritic, il obtient un avis mitigé de la presse 58⁄100 sur la base de 44 critiques mais des commentaires généralement favorables du public 6,7⁄10 basés sur 569 évaluations. Sur l'agrégateur américain Rotten Tomatoes, le film bénéficie d'un taux d'approbation de 76 % basé sur 232 opinions et d'une note moyenne de 6,20⁄10 sur la base de 177 critiques positives et 55 négatives. Le consensus critique du site Web se lit comme suit : « Jumanji : Bienvenue dans la jungle utilise une distribution charmante et une tournure humoristique pour offrir une mise à jour peu exigeante mais néanmoins divertissante sur son contenu source ».
Sur le site français Allociné, qui recense 19 critiques presse, le film obtient une moyenne de 2,6⁄5.

### Box-office
| Pays ou région            | Box-office                                     | Date d'arrêt du box-office | Nombre de semaines |
| ------------------------- | ---------------------------------------------- | -------------------------- | ------------------ |
| États-Unis (1er week-end) | 36 169 328 $                                   | du 20 au 22 décembre 2017  | -                  |
| États-Unis Canada         | 404 515 480 $ 45 096 000 entrées (Approx.)     | 31 mars 2018               | 23                 |
| Inde                      | 11 239 936 $                                   | 1er avril 2018             | 14                 |
| Royaume-Uni               | 51 882 282 $                                   | 27 mai 2018                | 23                 |
| Australie                 | 37 941 102 $                                   | 29 avril 2018              | 18                 |
| Allemagne                 | 23 034 970 $ 2 009 472 entrées                 | 1er juillet 2018           | 28                 |
| France Paris              | 29 271 294 $ 3 376 160 entrées 659 853 entrées | 18 mars 2018               | 13                 |
| Total hors États-Unis     | 557 562 066 $                                  | -                          | -                  |
| Total mondial             | 962 077 546 $                                  | -                          | -                  |

## Distinctions
Entre 2018 et 2019, Jumanji : Bienvenue dans la jungle a été sélectionné 20 fois dans diverses catégories et a remporté 6 récompenses.

### Récompenses
- Golden Trailer Awards 2018 : Golden Trailer du meilleur panneau d'affichage pour Sony.
- Kids' Choice Awards 2018 :
  - Blimp Award du film préféré.
  - Blimp Award de l'acteur de cinéma préféré décerné à Dwayne Johnson.
- Muse Creative Awards 2018 : Platinum Winner du Social media décerné à Sony Pictures Home.
- Teen Choice Awards 2018 : Teen Choice Award du meilleur acteur de cinéma dans un film de comédie décerné à Dwayne Johnson.
- Prix du doublage / Prix du sous-titrage de l'Ataa - Cinéma & Séries 2019 : Prix du doublage film en prises de vue réelles.

### Nominations
- Academy of Science Fiction, Fantasy and Horror Films - Saturn Awards 2018 : Meilleur film fantastique.
- Golden Trailer Awards 2018 : meilleure aventure fantastique pour Sony.
- International Film Music Critics Award (IFMCA) 2018 : meilleure musique originale pour un film d'action / aventure / thriller pour Henry Jackman.
- Kids' Choice Awards 2018 : acteur de cinéma préféré pour Kevin Hart.
- MTV Movie & TV Awards 2018 :
  - Meilleure équipe à l'écran pour Dwayne Johnson, Kevin Hart, Jack Black, Karen Gillan et Nick Jonas.
  - Meilleure performance comique pour Jack Black.
- Taurus World Stunt Awards 2018 : meilleur travail de cascadeurs pour Jahnel Curfman (doublure de Karen Gillian), Samuel J. Paul (doublure de Kevin Hart), Tanoai Reed (doublure de Dwayne Johnson) et Jimmy Waitman (doublure de Jack Black)
- Teen Choice Awards 2018 :
  - Meilleur film de comédie.
  - Voleur de vedette pour Nick Jonas.
  - Meilleure crise de colère pour Jack Black.
  - Meilleure crise de colère pour Kevin Hart.
  - Meilleur acteur de cinéma dans un film de comédie pour Jack Black.
  - Meilleur acteur de cinéma dans un film de comédie pour Kevin Hart.
  - Meilleure actrice de cinéma dans un film de comédie pour Karen Gillan.

## Analyse